# Freedom Call
Freedom Call je německá power metalová kapela, která vznikla roku 1998.

## Historie
Kapela vznikla roku 1998, kdy ji založili dva dlouholetí kamarádi Chris Bay a Daniel Zimmermann. Nakonec zkompletovali demo o šesti skladbách se známým producentem Charliem Bauerfeindem. Kapelelu doplnil Ilker Ersin na basovou kytaru a Sascha Gerstner na kytaru. Chris a Dan viděli Saschu hrát na počátku roku 1998. Ilker a Chris spolu dříve hráli v kapele s názvem Moon Doc.
Album Stairway to Fairyland bylo vydáno roku 1999 a 25. května bylo oficiálně představeno na turné ve Francii, kde hráli Freedom Call spolu s kapelami Angra a Edguy.
Na konci srpna začali Freedom Call nahrávat pětipísňovou mini LP s názvem Taragon s novými písněmi, předělávkou písně „Dancing with tears in my eyes“ kapely Ultravox, novou verzí písně „Stairway to Fairyland“, japonskou bonusovou písní „Kingdom Come“ a novou verzí písně „Tears of Taragon“. Na konci roku 1999 se Freedom Call vrátili do studia a nahráli své druhé album s názvem Crystal Empire. Toto album bylo vydáno roku 2000. V březnu 2001 Sascha Gerstner kapelu opustil (později bude hrát v kapele Helloween) Byl nahrazen Cedrikem Dupontem, švýcarským kytaristou kapely Symphorce. V polovině ledna 2002 začala kapela v nové sestavě nahrávat album nazvané Eternity. O něco později byla kapela pozvána na turné s kapelou Blind Guardian. Během toho turné nahrála kapela album Live Invasion. Klávesista Nils Neumann, který hrál s kapelou na tomto turné, byl brzy pozván, aby se stal pátým členem skupiny.

 Po delší přestávce bylo nahráno album The Circle of Life. Toto album vyšlo v květnu roku 2005.
Brzy po vydání alba se Cede Dupont a Ilker Ersin nezávisle na sobě rozhodli opustit kapelu. Nahradili je Lars Rettkowitz a Armin Donderer.
Další album nahrané již v nové sestavě, které dostalo název Dimensions, vyšlo 23. dubna 2007.
V květnu 2009 kapela oznámila, že dokončuje další album. Dan Zimmermann zároveň oznámil, že v roce 2010 ho na turné nahradí Klaus Sperling, protože bude tou dobou hrát s kapelou Gamma Ray. Tuto informaci si mnozí vykládali tak, že Dan opouští kapelu, nicméně na stránkách kapely je uvedeno, že Klaus je jen dočasným členem kapely a Dan stále zůstává bubeníkem Freedom Call.
V listopadu 2017 vyšlo deváté studiové album. Dostalo název Master of Light a v rámci jeho podpory vystupovali Freedom Call na turné v Jižní Americe a v Evropě. Během roku 2019 by mohlo vyjít další studiové album.

## Diskografie

### Alba
- Stairway to Fairyland (1999)
- Crystal Empire (2001)
- Eternity (2002)
- The Circle of Life (2005)
- Dimensions (2007)
- Legend of the Shadowking (2010)
- Land of the Crimson Dawn (2012)
- Beyond (2014)
- Master of Light (2016)
- M.E.T.A.L. (2019)
- Silver Romance (2024)

### EPs/Singly
- Taragon (1999)
- Silent Empire (2001)
- Eternity (2002)
- Blackened Sun (2007)
- Mr. Evil / Innocent World (2007)
- Zauber der Nacht(2010)
- Rockin' Radio (2012)
- Power & Glory (2012)
- Union Of The Strong (2014)
- Master of Light (2016)

### Best Of/Kompilace
- Ages of Light (2013)
- 666 Weeks Beyond Eternity (2015)

### DVD
- Live Invasion (2004)
- Live in Hellvetia (2011)

### Demo
- Freedom Call (1998)

## Členové

### Současní
- Chris Bay – zpěv, kytara (1998–)
- Lars Rettkowitz – kytara (2005–)
- Ilker Ersin – basová kytara (1998-2005, 2013-)
- Ramy Ali – bicí (2013-)

### Dřívější
- Sascha Gerstner – kytara (1998–2001)
- Dan Zimmermann – bicí (1998-2010)
- Cedric Dupont – kytara (2001–2005)
- Nils Neumann – klávesy (2003–2006)
- Armin Donderer – basová kytara (2005–2009)
- Samy Saemann – basová kytara (2009-2013)
- Klaus Sperling – bicí (2010-2013)